# Eschatura
Eschatura is een geslacht van vlinders van de familie sikkelmotten (Oecophoridae), uit de onderfamilie Xyloryctinae.

## Soorten
- E. lactea (Turner, 1897)
- E. lemurias Meyrick, 1897